# Agricultura na Nigéria

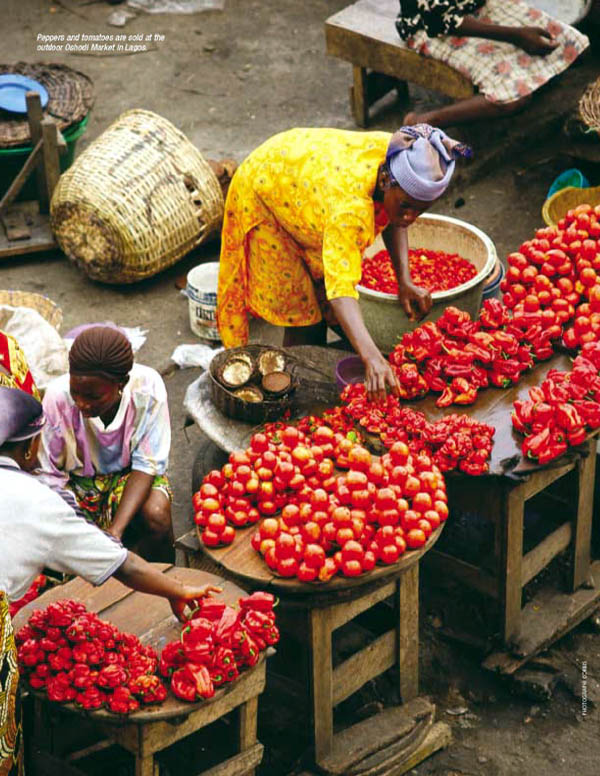
Mercado de agricultores na Nigéria

Agricultura na Nigéria é um ramo importante da economia na Nigéria, proporcionando emprego a 70% da população. O setor está sendo transformado pela comercialização a nível empresarial de pequeno, médio e grande porte. Principais culturas incluem feijão,  gergelim, castanha de caju, Mandioca,  cocoa beans, amendoim,  goma-arábica,  noz de cola, maize (milho),  melão,  painço,  dendê,  óleo de palma,  tanchagem,  arroz,  borracha,  sorgo,  soja e inhames.
A Nigéria produziu, em 2018:
- 59,4 milhões de toneladas de mandioca (maior produtor do mundo);
- 47,5 milhões de toneladas de inhame (maior produtor do mundo);
- 10,1 milhões de toneladas de milho (14º maior produtor do mundo);
- 7,8 milhões de toneladas de óleo de palma (4º maior produtor do mundo, perdendo apenas de Indonésia, Malásia e Tailândia);
- 7,5 milhões de toneladas de legume;
- 6,8 milhões de toneladas de sorgo (2º maior produtor do mundo, perdendo apenas dos Estados Unidos);
- 6,8 milhões de toneladas de arroz (14º maior produtor do mundo);
- 4 milhões de toneladas de batata doce (3º maior produtor do mundo, perdendo apenas de China e Malawi);
- 3,9 milhões de toneladas de tomate (11º maior produtor do mundo);
- 3,3 milhões de toneladas de taro (maior produtor do mundo);
- 3 milhões de toneladas de plantain, ou banana-da-terra (5º maior produtor do mundo);
- 2,8 milhões de toneladas de amendoim (3º maior produtor do mundo, perdendo apenas de China e Índia);
- 2,6 milhões de toneladas de feijão-fradinho (maior produtor do mundo);
- 2,2 milhões de toneladas de milhete (4º maior produtor do mundo, perdendo apenas de Índia, Níger e Sudão);
- 2 milhões de toneladas de quiabo (2º maior produtor do mundo, perdendo apenas da Índia);
- 1,6 milhão de toneladas de abacaxi (7º maior produtor do mundo);
- 1,4 milhão de toneladas de cana-de-açúcar;
- 1,3 milhão de toneladas de batata;
- 949 mil toneladas de manga (incluindo mangostim e goiaba);
- 938 mil toneladas de cebola;
- 833 mil toneladas de mamão (6º maior produtor do mundo);
- 758 mil toneladas de soja;
- 747 mil toneladas de pimentão;
- 585 mil toneladas de egusi;
- 572 mil toneladas de gergelim (4º maior produtor do mundo, perdendo apenas de Sudão, Myanmar e Índia);
- 369 mil toneladas de gengibre (3º maior produtor do mundo, perdendo apenas de Índia e China);
- 332 mil toneladas de cacau (4º maior produtor do mundo, perdendo apenas de Costa do Marfim, Gana e Indonésia);
- 263 mil toneladas de castanha de carité;

Além de produções menores de outros produtos agrícolas.